# Музыкантка (картина Лемпицкой)
«Музыкантка» (фр. La Musicienne), также известная как «Женщина в синем с гитарой» (фр. Femme bleu a la guitare), — картина польской художницы Тамары Лемпицкой в стиле ар-деко, написанная маслом на холсте в Париже в 1929 году.

## Описание
На картине изображена молодая, элегантная, темноволосая женщина в синем платье. Она поглощена музицированием, держа в руках гитару. Фоном для женщины в синем служит городской пейзаж.

## История и анализ
Картина была написана Тамарой Лемпицкой в 1929 году в Париже. В 2009 году полотно было украдено из Музея реалистического искусства Шеринга в Спанбруке, и о нём ничего не было известно следующие семь лет. В 2017 году картину вместе с украденной работой Сальвадора Дали нашёл нидерландский следователь по преступлениям в сфере искусства Артур Бранд.
Картина была показана в музыкальном клипе певицы Мадонны на её песню Vogue в 1990 году.
Женская фигура «Музыкантки» вызывает ассоциации с классическими музами или сивиллами эпохи Возрождения и может быть интерпретирована как аллегорическое изображение музыкального искусства, что является традиционной темой в искусстве. Однако художница изобразила женщину в чрезвычайно современной манере: у неё роскошная причёска в стиле флэппер, фоном для женской фигуры служит городской пейзаж. Подобное сопоставление старого и нового — характерная черта многих работ Лемпицкой. Небоскрёбы, виднеющиеся на заднем плане, демонстрируют «зрелость стиля Лемпицкой, поскольку они обозначают её знакомство с новыми технологическими чудесами Америки».

## Провенанс
В ноябре 2018 года картина была приобретена анонимным покупателем более чем за 9 миллионов долларов США на аукционе Christie’s в Нью-Йорке. На тот момент «Музыкантка» Лемпицкой стала самой дорогой картиной этой художницы.